# コロール島
コロール島（コロールとう、Koror）は、西部太平洋に存在する島。パラオのコロール州に属しており、同州の本島となっている。
面積は8km2程で、人口は約10000人を超えておりパラオでもっとも人口の多い島である。2006年まではコロールが首都になっていた。島は「つ」の字型をしており、町は北西部に存在する。
パラオ諸島最大の島であるバベルダオブ島の7kmほど南西に位置し、橋でつながっている。また、東に位置するマラカル島、北東のアラカベサン島との間も架橋されている。近海には小島が多数存在する。